# Colobomycter
Colobomycter is een geslacht van uitgestorven lanthanosuchoïde parareptielen, bekend uit het Vroeg-Perm van Oklahoma.

## Ontdekking
De typesoort Colobomycter pholeter werd in 1958 benoemd door Peter Vaughn. De geslachtsnaam is afgeleid van het Grieks kolobos, 'gedrongen, afgekapt', en mykter, 'snuit, neus'. De soortaanduiding betekent 'holbewoner' in het Grieks.
Het holotype is FMNH 272, een schedel. Een tweede schedel en twee losse bovenkaaksbeenderen zijn aan de soort toegewezen.
Er is geen postcraniaal materiaal bekend voor Colobomycter, en het schedelmateriaal dat naar het geslacht wordt verwezen, is allemaal gevonden op één enkele locatie, de Richards Spur-vindplaats in de Dolese Brothers Limestone Quarry, elf kilometer ten noorden van Fort Sill, Comanche County, Oklahoma, daterend uit het vroege Artinskien. Deze vindplaats bestaat uit een spleetvulling die een unieke hooglandfauna oplevert. Andere taxa die uit deze lagen zijn teruggevonden, vertegenwoordigen een breed scala aan tetrapoden, waaronder lepospondyle en temnospondyle 'amfibieën', Seymouria, Microsauria, Captorhinomorpha en synapsiden.
Een tweede soort van Colobomycter werd in 2016 benoemd door McDougall: Colobomycter vaughni. De soortaanduiding eert Vaughn voor het eerdere werk aan het geslacht. Het holotype is UWBM 96304, een schedel met wat fragmenten van de postcrania. Deze is weer gevonden op dezelfde vindplaats

## Beschrijving
De schedel van Colobomycter wordt beschouwd als een van de meest raadselachtige die gevonden is bij een van de parareptielen, voornamelijk vanwege de aanwezigheid van sterk vergrote caniniforme tanden met gekartelde randen in de premaxilla en, in mindere mate, de maxilla. De lengte van de premaxillaire hoektand is groter dan de helft van de hoogte van de schedel. Modesto & Reisz (2008) merken op dat de grote omvang van de eerste premaxillaire tand anders is bij vroege reptielen. Het taxon bezit ook ongebruikelijke plooien van het dentine aan de basis van zijn grotere marginale tanden, een toestand die bekend staat als polyplycodont (een toestand waarvan ook wordt gedacht dat deze onafhankelijk is geëvolueerd bij diadectomorfen, ichthyosauriërs en mosasauriërs). Modesto & Reisz (2008) speculeren dat insecten met een hard pantser en andere geleedpotigen het grootste deel van zijn dieet hebben gevormd, maar dat Colobomycter zich ook had kunnen voeden met gewervelde dieren, waaronder kleine "amfibieën" en eureptielen. Hij is opmerkelijk als de kleinste roofzuchtige amnioot uit de Richards Spur-afzettingen, met een schedel van slechts zeventig tot tachtig millimeter lang.

## Fylogenie
In 1958 werd door Vaughn aangenomen dat Colobomycter een synapside voorstelde, in het bijzonder een "pelycosauriër". De ontdekking van nieuw materiaal en heronderzoek van het holotype leidde echter tot herclassificatie als lid van de Eureptilia. Meer recente studies geven aan dat Colobomycter met zekerheid is geplaatst binnen de amniote clade Parareptilia, als onderdeel van de groep Lanthanosuchoidea en nauw verwant aan het taxon Acleistorhinus.